# Список делегатов V съезда РСДРП
| №   | Фамилия (псевдоним), И. O. — «Псевдоним» на съезде  | фракция / партия | от организации                                | право голоса — число мандатов |
| --- | --------------------------------------------------- | ---------------- | --------------------------------------------- | ----------------------------- |
| 1   | Абрамович (Рейн) Р. А.                              | «Бунд»           | Могилёвский район                             | с решающим голосом            |
| 2   | «Агапов»                                            | меньшевик        | Харбинская                                    | с совещательным голосом       |
| 3   | Айзенштадт И. Л. — «Юдин»                           | «Бунд»           | ЦК РСДРП                                      | с совещательным голосом       |
| 4   | Аксельрод П. Б.                                     | меньшевик        | Гурийская                                     | с решающим голосом            |
| 5   | «Александр»                                         | меньшевик        | Авдеевская                                    | с решающим голосом            |
| 6   | «Алексей»                                           | большевик        | Чусовская                                     | с решающим голосом            |
| 7   | Алексинский Г. А.                                   | большевик        | II-я Государственная Дума                     | с совещательным голосом       |
| 8   | Ананьев В. Е. — «Кутузов»                           | большевик        | Ярославская                                   | с решающим голосом            |
| 9   | Андреев Я. А. — «Арсений»                           | большевик        | Костромская окружная                          | с решающим голосом            |
| 10  | «Андреев»                                           | меньшевик        | Ростовская                                    | с решающим голосом            |
| 11  | Андронов А. А. — «Студент»                          | большевик        | Мотовилихинская                               | с решающим голосом            |
| 12  | Анисимов В. А.                                      | большевик        | II-я Государственная Дума                     | с совещательным голосом       |
| 13  | Ашпис — «Фроимсон»                                  | «Бунд»           | Ковенская                                     | с решающим голосом            |
| 14  | Аристархов А. А. — «Багров»                         | большевик        | Курская                                       | с решающим голосом            |
| 15  | «Арский»                                            | меньшевик        | Тифлисская                                    | с решающим голосом            |
| 16  | «Артуров»                                           | меньшевик        | Воткинская                                    | с решающим голосом            |
| 17  | Асаткин-Владимирский А. Н. — «Борис»                | большевик        | Владимирская                                  | с решающим голосом            |
| 18  | Балабанова А. И.                                    | меньшевик        | Центральное бюро заграничных групп содействия | с совещательным голосом       |
| 19  | Баркосадзе Степан — «Токарев»                       | меньшевик        | Тифлисская                                    | с решающим голосом            |
| 20  | Бассалыго К. Н. — «Дальний»                         | большевик        | Алапаевская                                   | с решающим голосом            |
| 21  | Бассалыго Д. Н. — «Игнатарский»                     | большевик        | Екатеринбургская окружная                     | с решающим голосом            |
| 22  | «Бахмутов»                                          | меньшевик        | Константиново-Горловская                      | с решающим голосом            |
| 23  | Белоусов Г. Е.                                      | меньшевик        | II-я Государственная Дума                     |                               |
| 24  | Бердичевский М. И. — «Горловский»                   | меньшевик        | Константиново-Горловская                      | с решающим голосом            |
| 25  | Бердичевский С. И. — «Ёлкин»                        | меньшевик        | Крымский союз                                 | с решающим голосом            |
| 26  | Берзин Я. А. — «Павловский»                         | большевик        | Петербургская                                 | с решающим голосом            |
| 27  | Берман Л. (Гинзбург Б. Л.) — «Лейбензон»            | «Бунд»           | Лодзинская                                    | с решающим голосом            |
| 28  | Берман П.                                           | «Бунд»           | Витебская                                     | с решающим голосом            |
| 29  | Бернштейн Л. — «Борисевич»                          | «Бунд»           | Белостокский район                            | с решающим голосом            |
| 30  | Бирзниек Я. П. — «Мезис»                            | СДЛК             | Рижская                                       | с решающим голосом            |
| 31  | Богданов А. А.                                      | большевик        | ЦК РСДРП                                      | с совещательным голосом       |
| 32  | Бородулин А. Д. — «Денисов»                         | меньшевик        | Тверская                                      | с решающим голосом            |
| 33  | «Бродатый»                                          | СДПиЛ            | Варшавская                                    | с решающим голосом            |
| 34  | Брюханов Н. П. — «Андрей»                           | большевик        | Симбирская                                    | с решающим голосом            |
| 35  | Бубнов А. С. — «Химик»                              | большевик        | Иваново-Вознесенская                          | с решающим голосом            |
| 36  | Буйко А. М. — «Шура»                                | большевик        | Петербургская                                 | с решающим голосом            |
| 37  | Булкин (Семёнов) Ф. А. — «Булин»                    | меньшевик        | Петербургская                                 | с решающим голосом            |
| 38  | Бустрём В. В. — «Матрос»                            | СДЛК             | Либавская                                     | с решающим голосом            |
| 39  | Бушевиц А. — «Рыбак»                                | СДЛК             | Рижская                                       | с решающим голосом            |
| 40  | Вайнштейн А. И. — «Рахмилевич»                      | «Бунд»           | ЦК РСДРП                                      | с совещательным голосом       |
| 41  | Васильев С. А. — «Лимонов»                          | большевик        | Иваново-Вознесенская                          | с решающим голосом            |
| 41а | Ведерников А. С. — «Сибиряк»                        | большевик        | Пермская                                      | с решающим голосом            |
| 42  | Венедиктов А. Г. — «Андрей (Казанский)»             | большевик        | Казанская                                     | с решающим голосом            |
| 43  | Весоловский Б. А. — «Забаровский»                   | СДПиЛ            | Варшавская                                    | с решающим голосом            |
| 44  | «Виктор Южный»                                      | большевик        | Харьковская                                   | с решающим голосом            |
| 45  | Викторов — «Писарев»                                | меньшевик        | Терско-Дагестанская                           | с решающим голосом            |
| 46  | Виноградов А. К.                                    | большевик        | II-я Государственная Дума                     | с совещательным голосом       |
| 47  | Вионзанец Я. — «Хлоп»                               | СДПиЛ            | Ченстоховская                                 | с решающим голосом            |
| 48  | Висневский — «Небеский»                             | СДПиЛ            | Лодзинская                                    | с решающим голосом            |
| 49  | Витте Я. М. — «Фриц, Фрицис»                        | СДЛК             | Либавская                                     | с решающим голосом            |
| 50  | Вольский С. (Соколов А. В.) — «Станислав»           | большевик        | Московская                                    | с решающим голосом            |
| 51  | Ворошилов К. Е. — «Антимеков»                       | большевик        | Луганская                                     | с решающим голосом            |
| 52  | Гавен Ю. П. (Дауман Я. Э.) — «Доннер»               | СДЛК             | Маленская                                     | с решающим голосом            |
| 53  | «Гаврилов»                                          | «Бунд»           | Рижский район                                 | с решающим голосом            |
| 54  | Гальберштадт Р. С. — «Костя»                        | меньшевик        | Новочеркасская                                | с решающим голосом            |
| 55  | Гандурин К. Д. — «Лукичев»                          | большевик        | Иваново-Вознесенская                          | с решающим голосом            |
| 56  | Ганелин Б. Ю. — «Борисов»                           | меньшевик        | Сновско-Корюковская                           | с решающим голосом            |
| 57  | Гебартовский Э. — «Жултый I»                        | СДПиЛ            | Лодзинская                                    | с решающим голосом            |
| 58  | Гельфанд Х. Ш. — «Литвак»                           | «Бунд»           | Виленская                                     | с решающим голосом            |
| 59  | «Генерал»                                           | СДПиЛ            | Лодзинская                                    | с решающим голосом            |
| 60  | Гилев И. Г. — «Осип»                                | большевик        | Екатеринбургская                              | с решающим голосом            |
| 61  | Глобус Б. — «Егоров»                                | меньшевик        | Витебская                                     | с решающим голосом            |
| 62  | Глухов — «Дмитриев»                                 | меньшевик        | Петербургская                                 | с решающим голосом            |
| 63  | Гожанский С. Н. — «Саных»                           | «Бунд»           | Белостокский район                            | с решающим голосом            |
| 64  | Голубев В. И. — «Красный»                           | большевик        | Иваново-Вознесенская                          | с решающим голосом            |
| 65  | Голубов Виктор П. — «Денисов»                       | меньшевик        | Глуховский район                              | с решающим голосом            |
| 66  | Гольденберг И. П. — «Валентин»                      | большевик        | Петербургская                                 | с решающим голосом            |
| 67  | «Гольдштейн»                                        | «Бунд»           | Бердический район                             | с решающим голосом            |
| 68  | Горький (Пешков) А. М.                              | большевик        |                                               | с совещательным голосом       |
| 69  | Горячева Е. С. — «Лиза»                             | большевик        | Московская окружная                           | с решающим голосом            |
| 70  | Гофман Б. — «Цивьин»                                | «Бунд»           | Заграничное бюро «Бунда»                      | с совещательным голосом       |
| 71  | Гревинь А. Д. — «Балт»                              | СДЛК             | Рижская                                       | с решающим голосом            |
| 72  | Гржельщак Ф. Я. — «Механик»                         | СДПиЛ            | Варшавская                                    | с решающим голосом            |
| 73  | «Григорий»                                          | меньшевик        | Карповская                                    | с решающим голосом            |
| 74  | «Григорьев»                                         | меньшевик        | Тифлисская                                    | с решающим голосом            |
| 75  | Гринфельд В. И. — «Моисеев, Моисей»                 | «Бунд»           | Одесская                                      | с решающим голосом            |
| 76  | Гроссер Б. Н. — «Зельцер»                           | «Бунд»           | Варшавская                                    | с решающим голосом            |
| 77  | Гурвич Н. И. — «Ишимов»                             | большевик        | Минская                                       | с решающим голосом            |
| 78  | Гусев А. И. — «Никифоров»                           | большевик        | Костромская окружная                          | с решающим голосом            |
| 79  | «Давидов»                                           | «Бунд»           | Рижский район                                 | с решающим голосом            |
| 80  | Дан Ф. И. — «Данилов»                               | меньшевик        | ЦК РСДРП                                      | с совещательным голосом       |
| 81  | Данишевский К. Х. — «Герман»                        | СДПиЛ            | ЦК РСДРП                                      | с совещательным голосом       |
| 82  | Даринский — «Приморский»                            | меньшевик        | Владивостокская                               | с совещательным голосом       |
| 83  | Дейч Л. Г.                                          | меньшевик        | Центральное бюро заграничных групп содействия | с совещательным голосом       |
| 84  | Денисов В. П. — «Смоленский»                        | большевик        | Петербургская                                 | с решающим голосом            |
| 85  | Дерман В. В. — «Дамбит»                             | СДЛК             | Либавская                                     | с решающим голосом            |
| 86  | Десницкий В. А. — «Строев»                          | большевик        | ЦК РСДРП                                      | с совещательным голосом       |
| 87  | Джапаридзе А. Л.                                    | меньшевик        | II-я Государственная Дума                     | с совещательным голосом       |
| 88  | Джибути В. — «Варден»                               | меньшевик        | Гурийская                                     | с решающим голосом            |
| 89  | Джугели С. М.                                       | меньшевик        | II-я Государственная Дума                     | с совещательным голосом       |
| 90  | Дизнер — «Турек», «Лодзинский»                      | СДПиЛ            | Лодзинская                                    | с решающим голосом            |
| 91  | «Добжанский»                                        | СДПиЛ            | Жирардовская                                  | с решающим голосом            |
| 92  | Добраницкий М. — «Казимирский»                      | СДПиЛ            | Лодзинская                                    | с решающим голосом            |
| 93  | Докс П. О. — «Блюм»                                 | СДЛК             | Рижская                                       | с решающим голосом            |
| 94  | Долженко Г. Д. — «Грицько»                          | меньшевик        | 1-й Волынский район                           | с решающим голосом            |
| 95  | Дубельштейн Е. П. — «Сленге»                        | СДЛК             | Рижская                                       | с решающим голосом            |
| 96  | Дубровинский И. Ф. — «Петровский»                   | большевик        | Московская                                    | с решающим голосом            |
| 97  | «Дырса»                                             | СДПиЛ            | Лодзинская                                    | с решающим голосом            |
| 98  | Ермолаев К. М. — «Роман»                            | меньшевик        | Юзовско-Петровская                            | с решающим голосом            |
| 99  | Ефимов В. Ф. — «Василий», «Саратовец»               | большевик        | Бакинская                                     | с решающим голосом            |
| 100 | Жордания Н. Н. — «Костров»                          | меньшевик        | Тифлисская                                    | с решающим голосом            |
| 101 | «Жултый II»                                         | СДПиЛ            | Лодзинская                                    | с решающим голосом            |
| 102 | «Завиша»                                            | СДПиЛ            | Радомская                                     | с решающим голосом            |
| 103 | Завьялов Ф. И. — «Феодор»                           | большевик        | Казанская                                     | с решающим голосом            |
| 104 | «Зайцев Пётр»                                       | большевик        | Московская                                    | с решающим голосом            |
| 105 | Закон Х. З. — «Данилов»                             | «Бунд»           | Киевский район                                | с решающим голосом            |
| 106 | Зандрейтер Э. Я. — «Колосов»                        | СДЛК             | Латышский край                                | с совещательным голосом       |
| 107 | Заславский Д. И. — «Богров»                         | «Бунд»           | Ковенский район                               | с решающим голосом            |
| 108 | Звирбул Э. — «Путнис»                               | СДЛК             | Туккумская                                    | с решающим голосом            |
| 109 | «Зелиг»                                             | «Бунд»           | Гомельская                                    | с решающим голосом            |
| 110 | Зиновьев Г. Е. — «Григорий»                         | большевик        | Петербургская                                 | с решающим голосом            |
| 111 | Зубарев П. Т. — «Колотов»                           | большевик        | Вятская                                       | с решающим голосом            |
| 112 | «Зых»                                               | СДПиЛ            | Лодзинская                                    | с решающим голосом            |
| 113 | Избицкий И. М. — «Михайлевич»                       | «Бунд»           | Киевский район                                | с решающим голосом            |
| 114 | Иков В. К. — «Веров»                                | меньшевик        | Сморгонская                                   | с решающим голосом            |
| 115 | Ионов (Койген) Ф. М.                                | «Бунд»           | Польский район                                | с решающим голосом            |
| 116 | Исконицкий М. П. — «Михаил»                         | большевик        | Челябинская                                   | с решающим голосом            |
| 117 | Кавецкий — «Дембский»                               | СДПиЛ            | Люблинская                                    | с решающим голосом            |
| 118 | Коган — «Виргилий»                                  | «Бунд»           | Ковенский район                               | с решающим голосом            |
| 119 | Кажмер Ю. П. — «Коркин»                             | СДЛК             | Взморье                                       | с решающим голосом            |
| 120 | Калинина А. Д. — «Дашевская»                        | «Бунд»           | Лодзинская                                    | с решающим голосом            |
| 121 | Калнин Т. П. — «Вернер»                             | СДЛК             | Латышский край                                | с совещательным голосом       |
| 122 | Калнин Э. — «Гончар»                                | СДЛК             | Рижская                                       | с решающим голосом            |
| 123 | Каменев — «Сергеев»                                 | меньшевик        | Петербургская                                 | с решающим голосом            |
| 124 | Каменев Л. Б. — «Градов»                            | большевик        | Московская                                    | с решающим голосом            |
| 125 | Канделаки К. Е.                                     | меньшевик        | II-я Государственная Дума                     | с совещательным голосом       |
| 126 | Каржанский Н. С. — «Богдан»                         | большевик        | Московская окружная                           | с решающим голосом            |
| 127 | «Кауфман»                                           | «Бунд»           | Бердичевская                                  | с решающим голосом            |
| 128 | Кахоян А. С. — «Борчалинский»                       | большевик        | Борчалинская                                  | с решающим голосом            |
| 129 | Квиткин О. А. — «Афанасий»                          | большевик        | Иваново-Вознесенская                          | с решающим голосом            |
| 130 | Киквидзе Ф. — «Чагара»                              | меньшевик        | Кутаисская                                    | с решающим голосом            |
| 131 | Кириенко И. И. — «Пётр»                             | меньшевик        | Северно-Киевский район                        | с решающим голосом            |
| 132 | Кирюшин — «Владимиров»                              | большевик        | Московская                                    | с решающим голосом            |
| 133 | Киселёв Е. А. — «Ефимовский»                        | большевик        | Московская                                    | с решающим голосом            |
| 134 | Китайгородский П. В. — «Калмык»                     | «Бунд»           | Могилёвский район                             | с решающим голосом            |
| 135 | Kлеванский Ш. — «Григорьев»                         | «Бунд»           | Лодзинская                                    | с решающим голосом            |
| 136 | Ковалевский Я. Я. — «Кунзин»                        | СДЛК             | Латышский край                                | с совещательным голосом       |
| 137 | Копельницкий В. Н. — «Михеев С. И.»                 | меньшевик        | Киевская                                      | с решающим голосом            |
| 138 | Коробочкин Л. — «Леонидов»                          | «Бунд»           | Рижская                                       | с решающим голосом            |
| 139 | Коробочкина — «Розенблюм»                           | «Бунд»           | Гомельский район                              | с решающим голосом            |
| 140 | Коротков И. И. — «Миронов»                          | большевик        | Иваново-Вознесенская                          | с решающим голосом            |
| 141 | Косовский В. (Левинсон М. Я.) — «Владимир, Лоповок» | «Бунд»           | Брестская                                     | с решающим голосом            |
| 142 | Котов С. Ф. — «Котиков»                             | большевик        | Петербургская                                 | с решающим голосом            |
| 143 | Кравчинский Ю. — «Грубый»                           | СДПиЛ            | Лодзинская                                    | с решающим голосом            |
| 144 | Краевский А. П. (Штейн В. Г.) — «Домбровский»       | СДПиЛ            | Домбровская                                   | с решающим голосом            |
| 145 | Крамольников Г. И.                                  | меньшевик        | Иркутская                                     | с совещательным голосом       |
| 146 | Кремер А. И. — «Вольф», «Александр»                 | «Бунд»           | ЦК РСДРП                                      | с совещательным голосом       |
| 147 | Кром И. И. — «Виленкин»                             | меньшевик        | Двинская                                      | с решающим голосом            |
| 148 | Кронберг Я. А. — «Крамс»                            | СДЛК             | Митавская                                     | с решающим голосом            |
| 149 | Крохмаль В. Н. — «Загорский»                        | меньшевик        | Гурийская                                     | с решающим голосом            |
| 150 | Кубяк Н. А. — «Николай»                             | большевик        | Брянская                                      | с решающим голосом            |
| 151 | Кучковский — «Прендкий»                             | СДПиЛ            | Лодзинская                                    | с решающим голосом            |
| 152 | «Ландышев»                                          | большевик        | Московская                                    | с решающим голосом            |
| 153 | Лапинь В. К. — «Дзилна»                             | СДЛК             | Митавская                                     | с решающим голосом            |
| 154 | Ларин Ю. (Лурье М. А.)                              | меньшевик        | Полтавская городская                          | с решающим голосом            |
| 155 | Лейтейзен Г. Д. — «Валерин»                         | большевик        | Петербургская                                 | с решающим голосом            |
| 156 | Ленин (Ульянов) В. И.                               | большевик        | Верхне-Камская                                | с решающим голосом            |
| 157 | Ленцман Я. Д. — «Грике»                             | СДЛК             | Либавская                                     | с решающим голосом            |
| 158 | Леонтьев Б. Н. — «Борис»                            | меньшевик        | Южно-Киевский район                           | с решающим голосом            |
| 159 | Лесневский Я. — «Бурак»                             | СДПиЛ            | Варшавская                                    | с решающим голосом            |
| 160 | Лещенко Д. И. — «Шатов»                             | большевик        | Екатеринославская                             | с совещательным голосом       |
| 161 | Либер М. И. (Гольдман)                              | «Бунд»           | Варшавская                                    | с решающим голосом            |
| 162 | Липкин Ф. А. — «Череванин»                          | меньшевик        | Московская                                    | с решающим голосом            |
| 163 | Ломтатидзе В. Б. — «Хасан»                          | меньшевик        | Гурийская                                     | с решающим голосом            |
| 164 | Лордкипанидзе Г. С. — «Спиридонов»                  | меньшевик        | Кутаисская                                    | с решающим голосом            |
| 165 | Лугановский Э. В. — «Робертов»                      | большевик        | Нижне-Тагильская                              | с решающим голосом            |
| 166 | Лурье Г. И. — «Гирш»                                | «Бунд»           | Варшавская                                    | с решающим голосом            |
| 167 | «Львов»                                             | меньшевик        | Витебская и Смоленская окружная               | с решающим голосом            |
| 168 | Любимов И. Е. — «Григорий»                          | большевик        | Иваново-Вознесенская                          | с решающим голосом            |
| 169 | Люксембург Роза                                     | СДПиЛ            | Лодзинская                                    | с решающим голосом            |
| 170 | Лядов (Мандельштам) В. Н.                           | большевик        | Екатеринбургская                              | с решающим голосом            |
| 171 | Магжик Т. — «Муржин»                                | СДПиЛ            | Варшавская                                    | с решающим голосом            |
| 172 | Малецкий А. М. (Рубинштейн А.)                      | СДПиЛ            | Лодзинская                                    | с решающим голосом            |
| 173 | Мандельштам А. В. — «Одиссей»                       | большевик        | Нижегородская                                 | с решающим голосом            |
| 174 | «Марков»                                            | «Бунд»           | Екатеринославская                             | с решающим голосом            |
| 175 | Мартов Л. (Цедербаум Ю. О.)                         | меньшевик        | Петровская                                    | с решающим голосом            |
| 176 | Мартынов (Пиккер) А. С.                             | меньшевик        | Екатеринославская                             | с решающим голосом            |
| 177 | Мархлевский Ю. Ю. — «Каявский»                      | СДПиЛ            | Лодзинская                                    | с решающим голосом            |
| 178 | Маслов А. М. — «Красноярский»                       | большевик        | Красноярская                                  | с решающим голосом            |
| 179 | Матушевский В. Ф. — «Роковский»                     | СДПиЛ            | Варшавская                                    | с решающим голосом            |
| 180 | Махарадзе Г. Ф.                                     | меньшевик        | II-я Государственная Дума                     |                               |
| 181 | Мгеладзе В. Д. — «Триа»                             | меньшевик        | Тифлисская                                    | с решающим голосом            |
| 182 | Медем В. Д. — «Виницкий»                            | «Бунд»           | Виленский район                               | с решающим голосом            |
| 183 | Ганецкий Ян Ст. — «Миколай»                         | СДПиЛ            | Люблинская                                    | с решающим голосом            |
| 184 | Милевский К. — «Годлевский»                         | СДПиЛ            | Домбровская                                   | с решающим голосом            |
| 185 | Митин (Мохов) С. Д. — «Холодков»                    | меньшевик        | Калужская                                     | с решающим голосом            |
| 186 | Митрофанов А. Х. — «Романыч»                        | большевик        | Уфалей-Кыштымская                             | с решающим голосом            |
| 187 | «Михайлов»                                          | меньшевик        | Томская                                       | с решающим голосом            |
| 188 | Михалевский Л. — «Вайс»                             | СДПиЛ            | Лодзинская                                    | с решающим голосом            |
| 189 | Михальский С. — «Отто»                              | СДПиЛ            | Лодзинская                                    | с решающим голосом            |
| 190 | Мишин (Орлов) — «Том»                               | большевик        | Московская                                    | с решающим голосом            |
| 191 | Моравский Ф. Д. — «Степан Полтавский»               | меньшевик        | Полтавская губернская                         | с решающим голосом            |
| 192 | Мостовенко П. Н. — «Павел»                          | большевик        | Тверская                                      | с совещательным голосом       |
| 193 | Мутник А. Я. — «Абрамов»                            | «Бунд»           | Минская                                       | с решающим голосом            |
| 194 | Нагел А.                                            | СДЛК             | Латышский край                                | с совещательным голосом       |
| 195 | Нагих И. Н.                                         | большевик        | II-я Государственная Дума                     | с совещательным голосом       |
| 196 | Николайчик— «Надин»                                 | большевик        | Иваново-Вознесенская                          | с решающим голосом            |
| 197 | Накоряков Н. Н.— «Назар»                            | большевик        | Уфимская                                      | с решающим голосом            |
| 198 | Нахимсон С. М. — «Салин»                            | «Бунд»           | Военно-революционная организация              | с решающим голосом            |
| 199 | «Неахов»                                            | «Бунд»           | Двинская                                      | с решающим голосом            |
| 200 | «Немировский»                                       | меньшевик        | Подольская районная                           | с решающим голосом            |
| 201 | Нестеров А. Я. — «Нестор»                           | меньшевик        | Бурозовская                                   | с решающим голосом            |
| 202 | «Николаев» — Николай                                | меньшевик        | Гурийская                                     | с решающим голосом            |
| 203 | «Николаев» — Николай                                | меньшевик        | Елизаветпольская                              | с решающим голосом            |
| 204 | «Николаев» — Николаич                               | меньшевик        | Телавская                                     | с решающим голосом            |
| 205 | Николаевский Б. И. — «Голосов»                      | меньшевик        | Батумская                                     | с решающим голосом            |
| 206 | Нинидзе М. — «Леонид Кутаисский»                    | меньшевик        | Кутаисская                                    | с решающим голосом            |
| 207 | Новаковский — «Антон»                               | меньшевик        | Харьковская                                   | с решающим голосом            |
| 208 | «Новомирский»                                       | меньшевик        | Гомельский район                              | с решающим голосом            |
| 209 | Ногин В. П. — «Вершинин»                            | большевик        | Московская                                    | с решающим голосом            |
| 210 | «Нордега»                                           | меньшевик        | Северный Кавказ                               | с решающим голосом            |
| 211 | Огарёв Никита — «Антрацитов»                        | меньшевик        | Юзовско-Петровская                            | с решающим голосом            |
| 212 | «Огнев»                                             | меньшевик        | Конотопский район                             | с решающим голосом            |
| 213 | Орлов Александр — «Волков»                          | большевик        | Костромская окружная                          | с решающим голосом            |
| 214 | «Осип Петербургский»                                | меньшевик        |                                               | с совещательным голосом       |
| 215 | Остра-Ойнас А. М. — «Зельма»                        | меньшевик        | Ревельская                                    | с решающим голосом            |
| 216 | Охоцимский В. Н. — «Каракозов»                      | меньшевик        | Читинская                                     | с решающим голосом            |
| 217 | Пайчадзе Самсон — «Крепкий»                         | меньшевик        | Гурийская                                     | с решающим голосом            |
| 218 | Пейсахзон И. М. — «Хаимов»                          | «Бунд»           | Польский район                                | с решающим голосом            |
| 219 | Пельше Р. А. — «Карклис»                            | СДЛК             | Рижская                                       | с решающим голосом            |
| 220 | Пескин Я. М. — «Занд»                               | «Бунд»           | Виленская                                     | с решающим голосом            |
| 221 | Петров Е. А.                                        | большевик        | II-я Государственная Дума                     | с совещательным голосом       |
| 222 | Петровский (Липец) Д. А. — «Гольдфарб»              | «Бунд»           | Бердический район                             | с решающим голосом            |
| 223 | «Петровский»                                        | СДПиЛ            | Домбровская                                   | с решающим голосом            |
| 224 | Плеханов Г. В.                                      | меньшевик        | Тифлисская                                    | с решающим голосом            |
| 225 | Покровский М. Н. — «Домов»                          | большевик        | Московская                                    | с решающим голосом            |
| 226 | Попов А. В.                                         | большевик        | Петербургская                                 | с решающим голосом            |
| 227 | Попов К. А. — «Степной»                             | большевик        | Омская                                        | с решающим голосом            |
| 228 | Портной К. — «Абрамсон»                             | «Бунд»           | Польский район                                | с решающим голосом            |
| 229 | Португейс С. И. — «Алексей (Одесский)»              | меньшевик        | Одесская                                      | с решающим голосом            |
| 230 | Потресов А. Н. — «Старов»                           | меньшевик        | Гурийская                                     | с решающим голосом            |
| 231 | Похвистнев — «Тульский»                             | меньшевик        | Закаспийская                                  | с совещательным голосом       |
| 232 | Предин О. К. — «Тропинкин»                          | СДЛК             | Средне-Лифляндская                            | с решающим голосом            |
| 233 | Проппе Р. А. — «Роберт Чёрный»                      | СДПиЛ            | Лодзинская                                    | с решающим голосом            |
| 234 | «Разин»                                             | меньшевик        | Кременчугский район                           | с решающим голосом            |
| 235 | Рамишвили И. И. — «Бериев»                          | меньшевик        | Бакинская                                     | с решающим голосом            |
| 236 | Рамишвили Н. В — «Борцов»                           | меньшевик        | Тифлисская                                    | с решающим голосом            |
| 237 | Рафес М. Г. — «Борисов»                             | «Бунд»           | Виленский район                               | с решающим голосом            |
| 238 | Редкозубов Н. И. — «Марков»                         | меньшевик        | Астраханская                                  | с решающим голосом            |
| 239 | Риекстинь Я. О. — «Биргель»                         | СДЛК             | Рижская                                       | с решающим голосом            |
| 240 | «Родин», «Сергей Московский»                        | большевик        | Московская                                    | с решающим голосом            |
| 241 | Рожков Н. А. — «Вячеслав»                           | большевик        | Московская окружная                           | с решающим голосом            |
| 242 | Розен М. М. — «Эзра»                                | «Бунд»           | Бердический район                             | с решающим голосом            |
| 243 | Розинь Ф. А. — «Азис»                               | СДЛК             | Рижская                                       | с решающим голосом            |
| 244 | Романов — «Борис (Московский)»                      | меньшевик        | Московская                                    | с решающим голосом            |
| 245 | Романов А. — «Алтер»                                | «Бунд»           | Могилёвский район                             | с решающим голосом            |
| 246 | «Рудольф»                                           | «Бунд»           | Ковенский район                               | с решающим голосом            |
| 247 | «Русанов»                                           | меньшевик        | Юзовско-Петровская                            | с решающим голосом            |
| 248 | Салнайс В. — «Шиман»                                | СДЛК             | Рижская                                       | с решающим голосом            |
| 249 | Самойлова К. Н. — «Большевикова»                    | большевик        | Луганская                                     | с решающим голосом            |
| 250 | Сапожков Н. И. — «Васильев»                         | большевик        | Московская окружная                           | с решающим голосом            |
| 251 | Сапотницкий А. Б. — «Альбин»                        | большевик        | Петербургская военная                         | с совещательным голосом       |
| 252 | Сахадзе — «Леонов»                                  | меньшевик        | Таганрогская                                  | с решающим голосом            |
| 253 | Селезнёв И. Т. (Власов А. С.) — «Архип»             | большевик        | Миньярская                                    | с решающим голосом            |
| 254 | «Семёнов»                                           | «Бунд»           | Киевский район                                | с решающим голосом            |
| 255 | Сенигов Н. Н. — «Николай»                           | большевик        | Ижевская                                      | с решающим голосом            |
| 256 | Сергеев А. Е. — «Александр»                         | большевик        | Богословская                                  | с решающим голосом            |
| 257 | Серговский А. М. — «Максимович»                     | большевик        | Владимирская                                  | с решающим голосом            |
| 258 | Серговский С. М. — «Сидоров»                        | большевик        | Костромская окружная                          | с решающим голосом            |
| 259 | Сермус Ида — «Кавриловская»                         | большевик        | Финляндская военная                           | с решающим голосом            |
| 260 | Серов В. М.                                         | большевик        | II-я Государственная Дума                     | с совещательным голосом       |
| 261 | Скворцов А. Б. — «Потап»                            | большевик        | Златоустовская                                | с решающим голосом            |
| 262 | Скляренко А. П. — «Романов»                         | большевик        | Саратовская областная                         | с решающим голосом            |
| 263 | Скороходов Д. Д. — «Азовский»                       | большевик        | Иваново-Вознесенская                          | с решающим голосом            |
| 264 | Скуениек М. Э. — «Яунзем»                           | СДЛК             | Рижская                                       | с решающим голосом            |
| 265 | Слуцкая В. К. — «Соня»                              | большевик        | Брянская                                      | с решающим голосом            |
| 266 | Смекалов Н. Н. — «Воронов»                          | большевик        | Рыбинская                                     | с решающим голосом            |
| 267 | Смирнов А. П. — «Цветков»                           | большевик        | Петербургская                                 | с решающим голосом            |
| 268 | Смирнов М. Н. — «Алексеев»                          | меньшевик        | Северный Кавказ                               | с решающим голосом            |
| 269 | Собкович Я. — «Кольский»                            | СДПиЛ            | Варшавская                                    | с решающим голосом            |
| 270 | Соколов И. П. — «Платонов»                          | меньшевик        | Северный Кавказ                               | с решающим голосом            |
| 271 | Соколовский Г. Н. — «Юрий»                          | большевик        | Эриванская                                    | с совещательным голосом       |
| 272 | Сокольский В. Д. — «Тверяк»                         | меньшевик        | Тверская                                      | с решающим голосом            |
| 273 | «Соломонов»                                         | «Бунд»           | Екатеринославский район                       | с решающим голосом            |
| 274 | Сталин (Джугашвили) И. В. — «Иванович»              | большевик        | Тифлисская                                    | с совещательным голосом       |
| 275 | «Станислав»                                         | большевик        | Костромская окружная                          | с решающим голосом            |
| 276 | Столпнер Б. Г. — «Эмдин»                            | меньшевик        | Черниговская                                  | с решающим голосом            |
| 277 | Стопани А. М. — «Ланге»                             | большевик        | Костромская окружная                          | с решающим голосом            |
| 278 | Стрелков Н. А. — «Рощин»                            | меньшевик        | Саратовская городская                         | с решающим голосом            |
| 279 | Струмилин С. Г. — «Струмин»                         | меньшевик        | Мариупольская                                 | с решающим голосом            |
| 280 | Таратута В. К. — «Вилиамов»                         | большевик        | Ярославская                                   | с решающим голосом            |
| 281 | Тарвацкий Я. Ю. — «Пытлясинский»                    | СДПиЛ            | Варшавская                                    | с решающим голосом            |
| 282 | «Тарновский»                                        | СДПиЛ            | Домбровская                                   | с совещательным голосом       |
| 283 | Тененбаум Э. — «Кляровская»                         | СДПиЛ            | Лодзинская                                    | с решающим голосом            |
| 284 | Тененбаум Я. — «Яскевич»                            | СДПиЛ            | Лодзинская                                    | с решающим голосом            |
| 285 | Теодорович И. А. — «Панов»                          | большевик        | Петербургская                                 | с решающим голосом            |
| 286 | Тинис Е. Я. — «Гринберг»                            | СДЛК             | Рижская                                       | с решающим голосом            |
| 287 | Томашевский А. Ф. — «Леон»                          | СДПиЛ            | Лодзинская                                    | с решающим голосом            |
| 288 | Томский М. П.                                       | большевик        | Петербургская                                 | с решающим голосом            |
| 289 | Троцкий (Бронштейн) Л. Д.                           | меньшевик        |                                               | с совещательным голосом       |
| 290 | Трусевич С. С. — «Залевский»                        | СДПиЛ            | Варшавская                                    | с решающим голосом            |
| 291 | Иогихес Л. — «Тышка Я.»                             | СДПиЛ            | Люблинская                                    | с решающим голосом            |
| 292 | Уншлихт И. С. — «Вонсиковский»                      | СДПиЛ            | Люблинская                                    | с решающим голосом            |
| 293 | Уратадзе Г. И. — «Вано»                             | меньшевик        | Потийская                                     | с решающим голосом            |
| 294 | Фёдоров М. Д. — «Парнев»                            | меньшевик        | Тульская                                      | с решающим голосом            |
| 295 | «Феодор»                                            | большевик        | Одесская                                      | с решающим голосом            |
| 296 | «Финн»                                              | меньшевик        | Сормовская                                    | с решающим голосом            |
| 297 | Фихман И. М. — «Нахамкин»                           | «Бунд»           | Кишинёвская                                   | с решающим голосом            |
| 298 | «Фишелев»                                           | «Бунд»           | Минский район                                 | с решающим голосом            |
| 299 | Фридберг М. М. — «Морс»                             | СДПиЛ            | Варшавская                                    | с решающим голосом            |
| 300 | Фролов В. Т. — «Зелёный»                            | большевик        | Пожевская                                     | с решающим голосом            |
| 301 | Хохров В. Н. — «Ефимовский»                         | меньшевик        | Клинцовский район                             | с решающим голосом            |
| 302 | Хрусталёв-Носарь Г. С. — «Хрусталёв»                | меньшевик        | Петербургская                                 | с решающим голосом            |
| 303 | Хундадзе Г. И. — «Алексей (Московский)»             | меньшевик        | Московская                                    | с решающим голосом            |
| 304 | Церетели И. Г.                                      | меньшевик        | II-я Государственная Дума                     | с совещательным голосом       |
| 305 | «Цилиндер»                                          | СДПиЛ            | Пабианицкая                                   | с решающим голосом            |
| 306 | Цитлидзе Арсен — «Шубин»                            | меньшевик        | Гурийская                                     | с решающим голосом            |
| 307 | Цоглин В. А. (Кац Д. М.) — «Викторович»             | «Бунд»           | Варшавская                                    | с решающим голосом            |
| 308 | Цулая Павел — «Депо»                                | меньшевик        | Тифлисская                                    | с решающим голосом            |
| 309 | Цхакая М. Г. — «Барсов»                             | большевик        | Борчалинская                                  | с совещательным голосом       |
| 310 | Чарный Б. Н. — «Брохес»                             | «Бунд»           | Витебская районная                            | с решающим голосом            |
| 311 | Чачава К. — «Колхидели»                             | меньшевик        | Мингрельская                                  | с решающим голосом            |
| 312 | Черномазов М. Е. — «Ефимович»                       | большевик        | Киевская                                      | с решающим голосом            |
| 313 | Черномордик С. И. — «Ларионов»                      | большевик        | Ростовская (Ярославская)                      | с решающим голосом            |
| 314 | Черняк — «Самуил»                                   | «Бунд»           | Киевская                                      | с решающим голосом            |
| 315 | Чертков (Владимир) — «Наташин»                      | «Бунд»           | Минский район                                 | с решающим голосом            |
| 316 | Ческис А. А. — «Леонович»                           | «Бунд»           | Польский район                                | с решающим голосом            |
| 317 | Чиабришвили А. — «Чрели»                            | меньшевик        | Тифлисская                                    | с решающим голосом            |
| 318 | Чиркин В. Г. — «Металлист»                          | меньшевик        | Петербургская                                 | с решающим голосом            |
| 319 | Чихладзе Р. — «Алексидзе»                           | меньшевик        | Гурийская                                     | с решающим голосом            |
| 320 | Шапиро Л. Г. — «Шанин»                              | «Бунд»           | Двинский район                                | с решающим голосом            |
| 321 | Шаумян С. Г. — «Суренин»                            | большевик        | Борчалинская                                  | с решающим голосом            |
| 322 | Шауров И. В. — «Валерьян»                           | большевик        | Воронежская                                   | с решающим голосом            |
| 323 | Шлихтер А. Г. — «Евгеньев»                          | большевик        | Козловская                                    | с решающим голосом            |
| 324 | Шнеерсон А. А. — «Фридрих»                          | меньшевик        | Екатеринославская                             | с решающим голосом            |
| 325 | Шраг И. И. — «Кирсанов»                             | большевик        | Московская окружная                           | с решающим голосом            |
| 326 | «Штейн»                                             | «Бунд»           | Виленский район                               | с решающим голосом            |
| 327 | Шуберт Ж. — «Фишер»                                 | СДЛК             | Митавская                                     | с решающим голосом            |
| 328 | Шульц К. Я. — «Клейн»                               | СДЛК             | Рижская                                       | с решающим голосом            |
| 329 | Эберлинг — «Викторов»                               | «Бунд»           | Виленская                                     | с решающим голосом            |
| 330 | Экк (Мухин) А. А. — «Будовничий»                    | СДПиЛ            | Лодзинская                                    | с решающим голосом            |
| 331 | Эльбаум Ф. — «Адамский»                             | СДПиЛ            | Ченстоховская                                 | с решающим голосом            |
| 332 | Эндруп Р. Я. — «Видинь»                             | СДЛК             | Рижская                                       | с решающим голосом            |
| 333 | Эпштейн Ш. — «Бен-якир»                             | «Бунд»           | Белостокский район                            | с решающим голосом            |
| 334 | Эрадзе Г. — «Брадин»                                | меньшевик        | Тифлисская                                    | с решающим голосом            |
| 335 | Этингер — «Генрих»                                  | СДПиЛ            | Лодзинская                                    | с решающим голосом            |
| 336 | Эфрос — «Эльяшев»                                   | «Бунд»           | Польский район                                | с решающим голосом            |
| 337 | «Юзеф»                                              | СДПиЛ            | Лодзинская                                    | с решающим голосом            |
| 338 | Юркевич — «Михал»                                   | СДПиЛ            | Лодзинская                                    | с решающим голосом            |
| 339 | Юстус В. Б. — «Косяков»                             | меньшевик        | Бакинская                                     | с решающим голосом            |
| 340 | «Яковлев»                                           | «Бунд»           | Пинская                                       | с решающим голосом            |
| 341 | Янсон Я. Д. — «Бунтовиц»                            | СДЛК             | Рижская                                       | с решающим голосом            |
| 342 | Янсон Я. Э. — «Браун»                               | СДЛК             | Латышский край                                | с совещательным голосом       |
| 343 | Ярославский Е. М.                                   | большевик        | Петербургская                                 | с решающим голосом            |

## Список гостей V съезда РСДРП в Лондоне
| №  | Ф. И. O. — «Псевдоним»                 | от организации или примечание                                             | №  | Ф. И. O. — «Псевдоним»      | от организации или примечание |
| -- | -------------------------------------- | ------------------------------------------------------------------------- | -- | --------------------------- | ----------------------------- |
| 1  | Кайрис С.                              | Литовская социал-демократия                                               | 26 | Ротштейн Анна               |                               |
| 2  | Ерзинкян А. А.                         | Союз армянских социал-демократов                                          | 27 | Морисс Майер                |                               |
| 3  | Степняк Фанни Марковна (урожд. Личкус) | Вдова Степняка-Кравчинского, помогала получить займ для проведения съезда | 28 | Каган Ханеля                |                               |
| 4  | Зунделевич                             |                                                                           | 29 | Соломин                     |                               |
| 5  | Теплов                                 |                                                                           | 30 | Левин И. Д.                 |                               |
| 6  | Ковалевская О. — «Кунзина»             | Жена Я. Я. Ковалевского                                                   | 31 | Левина Ева                  |                               |
| 7  | Лацис — «Зарин»                        |                                                                           | 32 | Деби                        |                               |
| 8  | Катя                                   |                                                                           | 33 | Лейбин                      |                               |
| 9  | Доберт Ю. А. — «Учитель»               |                                                                           | 34 | Лившиц                      |                               |
| 10 | Янсон Карл — «Каптейн»                 |                                                                           | 35 | Соломон                     |                               |
| 11 | Андреева М. Ф.                         |                                                                           | 36 | Рахиль                      |                               |
| 12 | Богданова Н. — «Максимова»             | Наталья Богдановна Малиновская, первая жена А. Богданова                  | 37 | Маня                        |                               |
| 13 | Петров Роман                           |                                                                           | 38 | Ольман                      |                               |
| 14 | Житомирский Я. А. — «Отцов»            |                                                                           | 39 | Овчарский                   |                               |
| 15 | Литвинов М. М.                         |                                                                           | 40 | Новинский                   |                               |
| 16 | Костя                                  |                                                                           | 41 | Вилясик                     |                               |
| 17 | Пилат                                  |                                                                           | 42 | Липа                        |                               |
| 18 | Бухгольц М. — «Светлов»                |                                                                           | 43 | Митров                      |                               |
| 19 | Осип                                   |                                                                           | 44 | Робертс                     |                               |
| 20 | Фома                                   |                                                                           | 45 | Недельчев                   |                               |
| 21 | Надель                                 |                                                                           | 46 | Яков                        |                               |
| 22 | Каган Б. И.                            | Помогал в получении денежного займа                                       | 47 | Марианна                    |                               |
| 23 | Каган Селина                           |                                                                           | 48 | Коутс Зельда                |                               |
| 24 | Надель Роза                            |                                                                           | 49 | X.                          |                               |
| 25 | Ротштейн Ф. А.                         | Был посредником в получении займа у Джозефа Фельца на проведение съезда   | 50 | Розинь-Добел М. — «Бабетис» |                               |

## Комментарии
1. ↑  Фамилия Ананьев В. Е. приведена в "Справочнике по истории Коммунистической партии и Советского Союза 1898 - 1991"[2], материалах съезда тот же депутат приводится под фамилией Клириков Б., псевдоним «Кутузов»[1]. В биографическом справочнике уточнение Ананьев Василий, из крестьян Рыбинского уезда, рабочий, родился ок. 1883, в 1904 на станции Урочь под Ярославлем организовал революционный кружок рабочих. В декабре 1905-го входил в боевую дружину, участвовал в захвате станции Урочь. В 1907 году участник 5-го съезда "Кутузов". В 1910 был судим за события 1905 года, но оправдан. Член ВКП(б)[3]. Возможно, в материалах съезда приведена иная партийная кличка.
2. ↑  В материалах съезда ошибочные инициалы Андреев А. П.[1]. Но участие в 5-м съезде подтверждается в обширной статье в Био-библиографическом словаре[4].
3. ↑  Возможно, это видный деятель Бунда Павел Дмитриевич Берман, так как он в 1906 вернулся в Россию и мог представлять Витебскую организацию, но прямых указаний на его участие в съезде в  Био-библиографическом словаре нет[5]. Это также означает, что в съезде он участвовал без псевдонима, а под собственной фамилией, что сомнительно.
4. ↑  Возможно, меньшевик Глухов Дмитрий Константинович, который  был активным районным работником союза металлистов в Петербурге, но 2 января 1906 года на собрании второго Исполнительного комитета совета рабочих депутатов он  был арестован. Когда он был освобождён, сведений нет, прямых указаний на участие в съезде, тоже нет[6].
5. ↑  В материалах съезда приведены другие  инициалы: " Голубев М. В. (Красный) — рабочий, большевик. В партию вступил в 1902 г. в Иваново-Вознесенске; с 1905 г. работал организатором и агитатором II городского района, членом городского комитета и Союзного совета. Делегат V съезда партии от Иваново-Вознесенской организации. Погиб во время гражданской войны от белогвардейских банд под Киевом"[1], но партийная кличка "Красный" относится к В. И. Голубеву[7].
6. ↑  Известен под партийной кличкой Всеволод (1876-?), социал-демократ с конца 1890-х годов, многократно арестован. Близок к большевикам, после Лондонского съезда, в декабре 1908 года делегат от петербургской организации на V конференции РСДРП. Отзовист. С 1909 года в ссылке в Иркутскую губернию. После 1917 преподавал в Сибири.[8]. Вероятно, в материалах съезда приведена партийная кличка, принятая им именно на съезде.
7. ↑  В материалах съезда на странице 652 инициалы Завьялова — Б. И., но на странице 818 — Ф. И.[1], как и в "Справочнике"[2].
8. ↑  Звирбул (имя не установлено, 1883—1915) — участник революционного движения с 1902 г. Был избран членом ЦК СДЛК. Скончался в московской Бутырской тюрьме[1].
9. ↑  В  "Справочнике по истории КПСС" уточнена фамилия, как  Каган Б. И.[2]. Сайт "Leksikon Fun Der Nayer Yidisher Literatur" приводит даты жизни деятеля Бунда с псевдонимом "Виргилий" - Kahan, Borekh-Mortkhe ("Virgili") (August 5, 1883–January 31, 1936)[10]. Б. Каган-Виргилий упоминается в "Незабытые могилы, Российское зарубежье: т. 1"[11]. Не следует путать с гостем съезда Каганом Б. И. (с партийной кличкой "Бочка") (1871–?), членом английской Социал-демократической федерации[1].
10. ↑  Разночтение — в материалах съезда "Кобыльницкий В. Н."[1].
11. ↑  Большевик, петербургский рабочий. Многократно был под арестом, в 1909 году сотрудничал в нелегальной типографии в Москве,очередной раз арестован, приговорён к тюремному сроку. В 1913 году скончался в заключении[1].
12. ↑  Согласно воспоминаниям делегата II-го съезда от Московской парторганизации Е. А. Киселёва рабочий Ландышев представлял на съезде Сокольнический район и был расстрелян колчаковцами в 1919 году[13].
13. ↑  Заболев, сложил свои делегатские полномочия и передал их Джапаридзе[1]. Возможно, речь идёт о Николае Кациашвили, о котором в Грузинской википедии есть не подтверждённые сведения об участии в Лондонском съезде РСДРП.
14. ↑  Народный учитель, умер в 1917 г.[1].
15. ↑  В "Справочнике по истории Коммунистической партии и Советского Союза 1898 - 1991" приведена фамилия Попов А. В.[2], в протоколах съезда этот же депутат значится как Свиягин (псевдоним Попов Иван), даётся его биография: "большевик, с 1905 г. работал в Петербурге в военных организациях (Кронштадт), за что был присужден к 8 годам каторги; делегат съезда от Петербургской организации. Был выслан на поселение, бежал, вновь был арестован, не узнан, выслан за границу. Погиб на французском фронте в 1915 г.[1]. В воспоминаниях Луначарского истинная фамилия Свиягина указана как "Казаков"[14]. В биографии большевика И. В. Попова есть указания о его участии в 5-м Лондонском съезде РСДРП.
16. ↑  На сайте "Справочник по истории Коммунистической партии и Советского Союза 1898 - 1991" сказано, что К. А. Попов представлял в единственном числе Пермскую парторганизацию[2], но в материалах съезда говорится, что он был представителем Омской парторганизации, что соответствует его биографии, тогда как Пермскую парторганизацию представлял Ведерников[1], пропущенный в списке на сайте. Скорее всего это разночтение объясняется опечаткой  в "Справочнике", так как записи о представительстве этих двух делегатов  расположены на соседник строчках на стр. 653[1].
17. ↑  В "Справочнике по истории Коммунистической партии и Советского Союза 1898 - 1991" единственный делегат от партийной организации Клинцовского района меньшевик В. Н. Хохров[2].
18. ↑  В материалах съезда фамилия приведена как Чагава К.[1]
19. ↑  Подлинное имя  Ческис, Абрам Аронович (1879—1935)  философ, историк философии, биограф. Учился во Франции. В 1926–1929 гг. – преподаватель философии в МГУ, с 1932 г. – в ИФЛИ[17][18].
20. ↑  В протоколах съезда либо в списке гостей, либо в примечаниях допущена опечатка. Там: Бухгольц В. А. (1861—?) — меньшевик, жил в эмиграции[1].
21. ↑  В протоколах съезда об этом госте сказано "Каган Б. И. (Б. К., Бочка) (1877—?) — русский эмигрант, жил в Лондоне. Был членом английской Социал-демократической федерации, помогал РСДРП в работе по устройству V съезда в Лондоне и в получении денежного займа. В настоящее время <1935 г.> — беспартийный, работает в СССР".[1]. Не следует путать с делегатом съезда с такими же инциалами, членом "Бунда" Б. И. Каганом (5.08.1883–31.01.1936) с партийной кличкой "Виргилий"